# Rock Dog
Rock Dog (xinès: 摇滚藏獒) és una pel·lícula xinesa-americana d'animació per ordinador 3D de comèdia i musical del 2016 dirigida i escrita per Ash Brannon, el guió de la qual es basa en una novel·la gràfica de Zheng Jun.

## Repartiment

### Veus originals
- Luke Wilson: Bodi[1]
- J. K. Simmons: Khampa[1]
- Eddie Izzard: Angus Scattergood[1]
- Lewis Black: Linnux[1]
- Sam Elliott: Fleetwood Yak[1]
- Kenan Thompson: Riff[1]
- Mae Whitman: Darma[1]
- Jorge Garcia: Germur[1]
- Matt Dillon: Trey[1]

## Al voltant de la pel·lícula
- Una continuació Rock Dog 2: Rock Around the Park va sortir directament en vídeo el 2021.[2]
- Rock Dog 3: Battle the Beat va sortir directament en vídeo el 2023.[3]